# Sazanami Cherry
Sazanami Cherry (japonês: さざなみチェリー, Hepburn: Sazanami Cherī) é um mangá de romance do tipo otokonoko criado por Rika Kamiyoshi. Foi originalmente serializado pela editora Ichijinsha na revista Waai! de 24 de abril de 2010 até 25 de agosto de 2011, sendo posteriormente reunido em um único volume tankōbon. Juntamente com Reversible!, foi um dos primeiros mangás publicados sob o selo Waai! Comics.
A história segue Kazuhiro Migiwa, que se apaixona por Ren Takano — um cross-dresser — acreditando inicialmente que fosse uma mulher, e acompanha o relacionamento romântico entre os dois. Kamiyoshi escreveu a história com base na ideia do desconforto em torno das dificuldades que os otokonokos enfrentam para permanecerem femininos à medida que envelhecem, e retratou os protagonistas como um casal gay para dar mais profundidade à narrativa. A série foi bem recebida e considerada pelos críticos como um destaque entre os mangás do gênero otokonoko.

## Produção
Sazanami Cherry foi escrito e ilustrado por Rika Kamiyoshi, com assistência de Shiro e Mugicha na arte dos cenários e aplicação de retículas. O conceito da história surgiu do desejo de Kamiyoshi de escrever sobre um personagem cross-dresser fofo que se apaixona, e de retratar o desconforto em relação às dificuldades que otokonokos enfrentam para manter uma aparência feminina ao envelhecer.
Durante o desenvolvimento, a autora refletiu sobre quem seria o par romântico ideal para o personagem principal: uma mulher, um homem, ou outro cross-dresser. Considerando essas possibilidades como pontos importantes em narrativas de romance com cross-dressing, Kamiyoshi optou por fazer de Kazuhiro um personagem masculino, acreditando que um casal gay formado por Kazuhiro e Ren traria mais profundidade à história.
Kamiyoshi desenvolveu os personagens em consulta com sua editora, embora poucas mudanças tenham sido feitas em relação aos esboços originais. Para a personagem Kai, ela não preparou uma ficha de design com antecedência, mas a desenhou como uma mulher "relativamente bonita, de aparência realista" na casa dos 20 e poucos anos. Já Ren foi projetado para parecer fofo de maneira feminina mesmo usando roupas masculinas, e ainda mais quando estava vestido como garota — criando um contraste com sua personalidade travessa. Um ponto-chave no design de Ren para torná-lo encantador foi a adição de extensões de cabelo em maria-chiquinha que balançam conforme se movimenta.
Os nomes das personagens principais foram escolhidos para carregar significados simbólicos: "Ren" é escrito com o mesmo kanji que sazanami (漣), que significa "ondas", e o sobrenome de Kazuhiro, "Migiwa" (汀), que significa "beira-mar", representando como Kazuhiro apoia Ren. O apelido de Kai, "Umi", também foi baseado em leituras de kanji, sendo escolhido como uma leitura mais feminina do mesmo caractere usado para escrever "Kai" (海).

## Lançamento
A obra foi serializada em japonês pela editora Ichijinsha, na revista de mangás sobre cross-dressing Waai!, com estreia em 24 de abril de 2010, na primeira edição da revista, sendo publicada até a sexta edição, em 25 de agosto de 2011.
Após o encerramento da serialização, a Ichijinsha reuniu a série em um único volume tankōbon, que foi lançado em 20 de outubro de 2011, juntamente com Reversible!. Ambos se tornaram os primeiros mangás lançados sob o selo Waai! Comics quanto os primeiros mangás da revista Waai! a receberem uma edição encadernada. A escolha dessas duas séries se deu porque o editor-chefe da Waai!, Toshinaga Hijikata, as considerava as mais distintas e representativas da revista. Devido ao tema de cross-dressing, a equipe editorial teve uma preocupação especial com o design da capa do volume encadernado, buscando evitar qualquer elemento visual que pudesse causar constrangimento aos leitores — o que poderia levá-los a evitar levar o exemplar até o caixa da livraria.

## Recepção

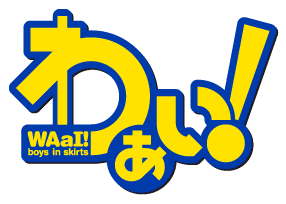
Sazanami Cherry foi considerado o mangá de destaque na Waai!

Sazanami Cherry foi bem recebida tanto pela crítica quanto pelo público; os sites Bukumaru e Honcierge o consideraram uma leitura essencial entre os mangás do gênero otokonoko, sendo que o último a descreveu como uma das obras mais bem escritas do estilo. O site Natalie considerou a obra um dos destaques da Waai!, contribuindo para a diversidade do catálogo da revista e ajudando a formar a base sobre a qual ela se sustenta.
Bukumaru a descreveu como uma história de amor empolgante e triste. Já o site Honcierge a descreveu como comovente, elogiando o modo como o mangá utiliza o gênero otokonoko para contar uma história que não poderia existir em outros estilos narrativos. O elenco de personagens também foi bem recebido: tanto Natalie quanto Honcierge acharam Ren fofo e encantador — esse último apreciou especialmente vê-lo agir de forma travessa e, ao mesmo tempo, doce com Kazuhiro, que foi considerado um personagem interessante por não deixar o gênero de Ren influenciar sua atração por ele. Bukumaru destacou o relacionamento entre Ren e Kazuhiro como um dos pontos altos do mangá, sobretudo o conflito interno de Ren em relação à dificuldade de manter sua feminilidade conforme envelhece.